# Banisia composita
Banisia composita är en fjärilsart som beskrevs av W. Warren 1907. Banisia composita ingår i släktet Banisia och familjen Thyrididae. Inga underarter finns listade i Catalogue of Life.